# WITHOUT MY DREAM -Second Code-
『WITHOUT MY DREAM -Second Code-』は、日本のシンガーソングライター鬼束ちひろのライブ映像作品。

## 解説
ライブ映像作品としては、『Moses To Elise』より、約2年振りとなる、初期の4年間を振り返る初Blu-ray化3枚組ボックス・セット
本作は、2001年に開催された1stツアー「CHIHIRO ONITSUKA LIVE TOUR 2001」ファイナル公演の模様の一部が収録された『CRADLE ON MY NOISE L*I*V*E 〜LIVE INSOMNIA VIDEO EDITION〜』、2002年11月2日に日本武道館にて行われた1夜限りのライブ「CHIHIRO ONITSUKA ULTIMATE CRASH '02」を収録した『ULTIMATE CRASH '02 LIVE AT BUDOKAN』 、初期4年間に発表されたMVを全て網羅したビデオ・クリップ集で構成。すべての映像が初のBlu-ray化となる。
Disc 1には、1stツアーから、当時の作品には未収録であった5曲を新たに追加収録。またDisc 2は、伝説の日本武道館ライブで演奏はされたものの、当時はカバー楽曲使用の許諾が間に合わず収録を断念したJoan Osborneのカバー「One of Us」を追加した完全版となる。
完全生産限定盤[Deluxe Edition]には、日本武道館ライブ『CHIHIRO ONITSUKA ULTIMATE CRASH '02』の音源を最新マスタリングした2枚組高音質SHM-CDが収録される。

## 収録内容
- Disc 1：『CRADLE ON MY NOISE L＊I＊V＊E ～LIVE INSOMNIA VIDEO EDITION』(VHS&DVD、2001年11月7日発売)を初Blu-ray化。2001年8月16日に横浜アリーナにて行われた「PIA Music Foundation SPECIAL」での「月光」のライブ映像と、同年4月28日にSHIBUYA-AXにて行われた1stツアー「CHIHIRO ONITSUKA LIVE TOUR 2001」ファイナル公演の模様の一部や、本人のインタビューを収録。また、当時未収録であった「Ash on this road」「BACK DOOR」「Tiger in my Love」「We can go」「眩暈」を新たに収録した全15曲。
- Disc 2：伝説の武道館ライブ『ULTIMATE CRASH '02 LIVE AT BUDOKAN』(DVDのみ、2003年5月21日発売)を完全盤として初Blu-ray化。当時未収録であったJoan Osborneのカバー「One of Us」を追加収録。また、SPECIAL TRACKとして「BORDERLINE」のスタジオライブ映像を収録。
- Disc 3：ビデオクリップ集『ME AND MY DEVIL』(VHS&DVD、2001年4月11日発売)と『PRINCESS BELIEVER』(VHS&DVD、2002年12月11日発売)に加え、東芝EMI在籍時代に映像作品化されなかった4曲のシングルのビデオクリップを収録して初Blu-ray化
  - ※[Deluxe Edition]のみ、2001年9月8日に開催され、200名しか入場できなかったプレミアムライブ「infection / LITTLE BEAT RIFLE リリース記念SPECIAL LIVE」から、当時CSで生中継されなかった「眩暈」を追加した全5曲を完全収録。
- Disc 4 & 5：『CHIHIRO ONITSUKA ULTIMATE CRASH '02』最新リマスター (SHM-CD) ※[Deluxe Edition]のみ

## 収録曲

### Disc1 Blu-ray 『CRADLE ON MY NOISE L＊I＊V＊E ～LIVE INSOMNIA VIDEO EDITION～ + 5TRACKS』 (完全生産限定盤・通常盤)
1. 月光
2. Ash on this road （未発表）
3. イノセンス
4. BACK DOOR （未発表）
5. edge
6. call
7. シャイン (album ver.)
8. Tiger in my Love （未発表）
9. 螺旋
10. Arrow of Pain
11. Try to cry
12. We can go（未発表）
13. Cage
14. 眩暈 （未発表）
15. 月光 (album ver.)

### Disc2 Blu-ray 『ULTIMATE CRASH '02 LIVE AT BUDOKAN -Complete Edition-』 (完全生産限定盤・通常盤)
1. Introduction
羽毛田丈史と富樫春生のピアノデュオによって、ベートーヴェンの「ピアノソナタ"月光"」が演奏される。
2. NOT YOUR GOD
3. Cage
4. infection
5. 漂流の羽根
6. One of Us (未発表)
7. 眩暈
8. Interlude
富樫春生作曲・演奏の「るらるら大使」が演奏される。
9. Tiger in my Love
10. イノセンス
11. edge
12. シャイン
13. BORDERLINE
14. 守ってあげたい
15. 声
16. King of Solitude
17. 月光
18. Castle・imitation
19. BORDERLINE (スタジオライブVer.）

### Disc3 Blu-ray 『ME AND MY DEVIL & PRINCESS BELIEVER -Music Video Collection-』 (完全生産限定盤・通常盤)
1. シャイン (unplugged)
2. 月光
3. Cage
4. 眩暈
5. edge
6. We can go
7. 月光 (album version)
8. LITTLE BEAT RIFLE
9. ROLLIN'
10. 流星群
11. 茨の海
12. infection
13. King of Solitude
14. Sign
15. Beautiful Fighter
16. 私とワルツを
17. いい日旅立ち・西へ
SPECIAL TRACK ※完全生産限定盤のみ
18. 月光
19. BACK DOOR
20. One Of Us
21. infection
22. 眩暈